# Paobraz

Paobraz: Pozorujte vlajku asi minutu a pak pohlédněte na bílou plochu. Uvidíte vlajku České republiky

Další příklad (Ježíš Kristus)

Paobraz je jedním z příkladů optického klamu. Jde o stopu zrakového vjemu, která po několik sekund zůstává na sítnici. Pokud delší dobu upřeně hledíme na nějakou barevnou plochu a pak přesuneme zrak na jinou, nejlépe šedou nebo bílou, uvidíme na několik sekund původní obraz v negativních barvách. Stejně tak po pohlédnutí do silného zdroje světla vidíme před očima temnou skvrnu. Paobrazy lze vidět také za zavřenými víčky.
Paobraz je důsledkem toho, že se oko při sledování nějakého objektu adaptuje na světelnost prostředí. Při náhlé změně světelnosti zůstává oko ještě nějakou dobu přizpůsobeno původnímu obrazu. Ve výjimečných případech lze pozorovat paobraz v pozitivních, tedy původních barvách – tento jev ještě není zcela uspokojivě vysvětlen.
Negativní paobraz je zcela běžný jev. U některých lidí však dochází k percepčně-psychické vadě, zvané palinopsie, při níž jsou pozorované paobrazy velmi silné nebo mají dlouhé trvání. Palinopsie zpravidla ukazuje na závažnější oční vadu.